# Ян Кеффелек
Ян Кеффелек (фр. Yann Queffélec; нар. 4 вересня 1949) — французький письменник.

## Біографія
Син бретонського письменника і сценариста Анрі Кеффелека, молодший брат піаністки Анн Кеффелек. Навчався в морській школі. Крім художньої прози, автор есе, текстів пісень (в тому числі — написаних для П'єра Башле).
Дружина — піаністка Бріжит Анжерер, померла в 2012 році.

## Творчість
Почав літературну кар'єру досить пізно, випустивши в 1981 році біографію композитора Бели Бартока. Однак вже в 1985 році роман Кеффелека «Варварські весілля» (фр. Les Noces barbares — трагічна історія хлопчика, народженого в результаті зґвалтування і тому відкинутого матір'ю, — отримав Гонкурівську премію, а в 1987 був екранізований Маріон Хенсель.